# 胆酸
胆酸（英語：Cholic acid，也被称为3α,7α,12α-三羟基-5β-胆烷-24-羧酸，3α,7α,12α-trihydroxy-5β-cholan-24-oic acid）是胆汁酸的主要成分，不溶于水，可溶于乙醇和乙酸，固态为白色晶体，其盐类被称为胆酸盐（英語：cholates）。
胆酸和鹅去氧胆酸是胆汁酸的两大主要成分，由肝脏代谢胆固醇生成，这两种主要胆汁酸在人体内的浓度大致相等。胆酸的衍生物主要由胆酸-辅酶A（cholyl-CoA）生成，其中CoA可以与甘氨酸或牛磺酸交换，生成甘氨胆酸或牛磺胆酸。